# Gejza Végh
Gejza Végh, též Géza Végh (16. října 1920 - ???), byl slovenský a československý politik Komunistické strany Slovenska maďarské národnosti a poúnorový poslanec Národního shromáždění ČSSR a Sněmovny lidu Federálního shromáždění.

## Biografie
Ve volbách roku 1964 byl zvolen za KSS do Národního shromáždění ČSSR za Středoslovenský kraj. V Národním shromáždění zasedal až do konce volebního období parlamentu v roce 1968. Patřil mezi 10 etnických Maďarů zvolených v roce 1964 do Národního shromáždění.
K roku 1968 se profesně uvádí jako zootechnik JZD z obvodu Šafárikovo.
Po federalizaci Československa usedl roku 1969 do Sněmovny lidu Federálního shromáždění (volební obvod Šafárikovo), kde setrval do konce volebního období, tedy do voleb v roce 1971.